# روبیکس کورپوریشن
روبیکس کورپوریشن (انگلیسی: Rubix Corporation) شرکت خوشه‌ای سوئدی است، که در سال ۲۰۱۸ تأسیس شد.